# Henry Mainwaring
Pour les articles homonymes, voir Mainwaring.
Sir Henry Mainwaring (1586 ou 1587 - 1653) est un diplômé en droit de l'université d'Oxford, puis un fameux pirate anglais, avant de devenir officier de la Royal Navy, dont il devient vice-amiral.

## Biographie
Henry Mainwaring est né à Ightfield dans le Shropshire ; il est le second fils de Sir George Mainwaring et de sa femme Ann, fille de Sir William More de Loseley Park, dans le Surrey. Son grand-père maternel était Sir William More, Vice-Amiral du Sussex. La famille Mainwaring est une ancienne et noble famille en Angleterre, où les premiers Mainwaring étaient probablement arrivés en même temps que Guillaume le Conquérant, en 1066.
Élève du Brasenose College de l'université d'Oxford, dont il est diplômé en droit à l'âge de 15 ans, en 1602, il exerce alors la profession d'avocat auprès des tribunaux, puis de soldat, de marin, d'écrivain, avant de se faire pirate. 
Après une belle carrière dans cette profession, où il fréquente les corsaires barbaresques et s'empare de navires portugais, espagnols et français, il est finalement gracié par le roi d'Angleterre Jacques Ier, qui l'envoie comme ambassadeur auprès de la République de Venise. 
Anobli le 20 mai 1618, il reçoit un brevet d'officier de la Royal Navy, où il accomplit une brillante carrière, puisqu'il a atteint le grade de vice-amiral lorsqu'il prend sa retraite de la marine en 1639.
Dévoué à la cause du roi, il soutient sa cause lors de la Première Révolution anglaise, et doit s'exiler en France, et meurt finalement dans la pauvreté.
Henry Mainwaring a d'autre part écrit un ouvrage sur la piraterie, Discourse of Pirates, daté de 1618, et dont le manuscrit se trouverait au British Museum[réf. souhaitée]. 